# Donaukanalen

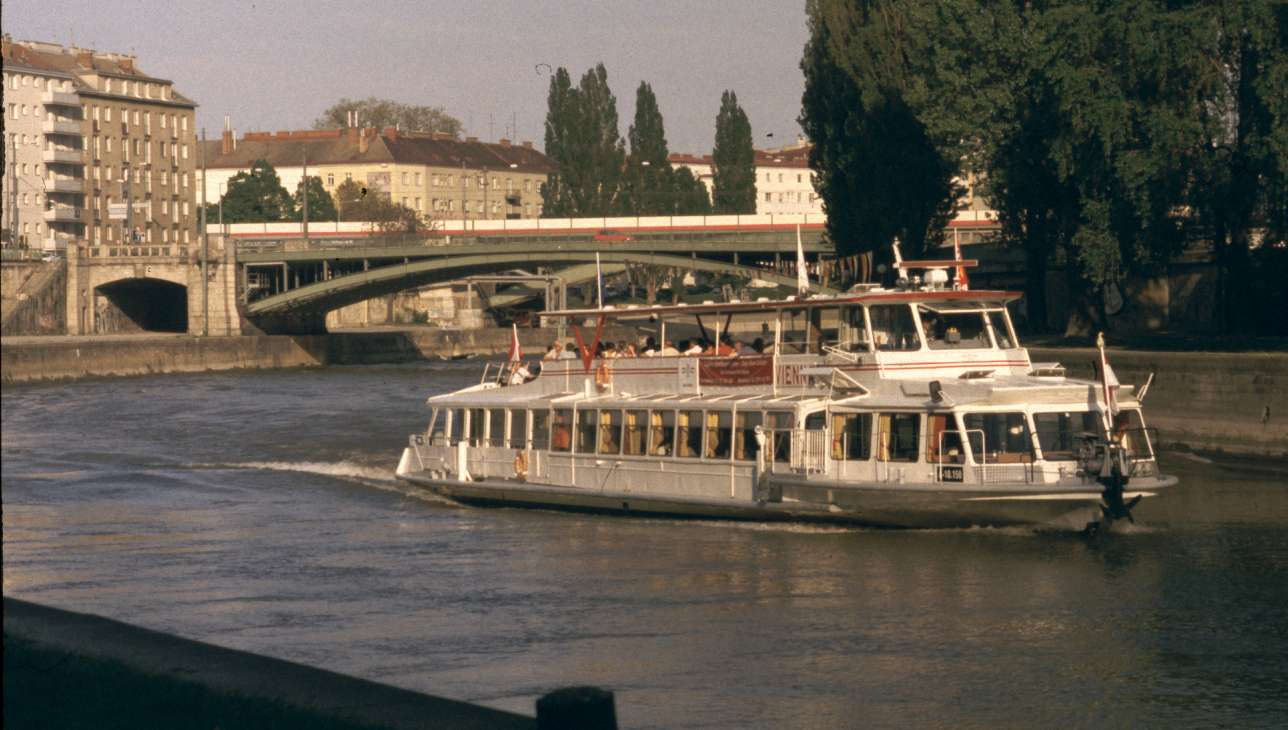
Donaukanalen vid Franzensbrücke.

Donaukanalen i Wien är egentligen inte någon kanal, utan en flodarm av Donau. Den lämnar huvudströmmen i Nußdorf och återförenas med den i Alberns hamn. Mellan Donaukanalen och Donau bildas därmed en ö, på vilken Leopoldstadt och Brigittenau ligger.